# 박물관이 살아있다: 비밀의 무덤
《박물관이 살아있다: 비밀의 무덤》(영어: Night at the Museum: Secret of the Tomb)은 2014년 공개된 미국의 영화이다.

## 줄거리
밤마다 모든 것이 살아나는 뉴욕 자연사 박물관. 야간 경비원 ‘래리’(벤 스틸러)는 대통령 ‘테디 루즈벨트’(로빈 윌리엄스), 카우보이 ‘제레다야’(오웬 윌슨), 말썽꾸러기 원숭이 ‘덱스터’ 등 매일 밤 살아나는 전시물들과 함께 판타스틱한 박물관 재개장 전야 이벤트를 개최한다.
하지만 점차 마법의 기운을 잃어 가는 황금석판으로 인해 다시는 살아나지 못할 위기에 처한 그들은 황금석판의 비밀을 밝혀내기 위해 영국 런던 대영박물관으로 향한다. 주어진 시간은 단 하룻밤! 그들은 무사히 살아 돌아갈 수 있을 것인가?

## 출연진
- 벤 스틸러 - 래리 데일리 역
- 로빈 윌리엄스 - 테디 루즈벨트 역
- 댄 스티븐스 - 랜슬롯 경 역
- 오웬 윌슨 - 제레다야 역
- 레벨 윌슨 - 틸리 역
- 벤 킹슬리 - 메렌카레 역
- 딕 반 다이크 - 세실 프레드릭스 역
- 스티브 쿠건 - 옥타비우스 역
- 미키 루니 - 거스 역
- 레미 맬렉 - 아크멘라 역
- 스카일러 거손도 - 닉(니키 데일리) 역
- 릭키 제바이스 - 박물관 관장 맥피 박사 역
- 레이첼 해리스 - 매들린 펠프스 역
- 미주오 펙 - 사카주웨아 역
- 크리스탈 더 몽키 - 덱스터 역
- 네브 가체브 - 극장 관객 역
- 빌 콥스 - 레지날드 역
- 앤젤리 제이 - 세프세헤렛 역
- 패트릭 갤러거 - 아틸라 역
- 브레넌 엘리엇 - B로버트 프레드릭 역
- 매튜 해리슨 - 네안데르탈인 역